# 金沢市足軽資料館

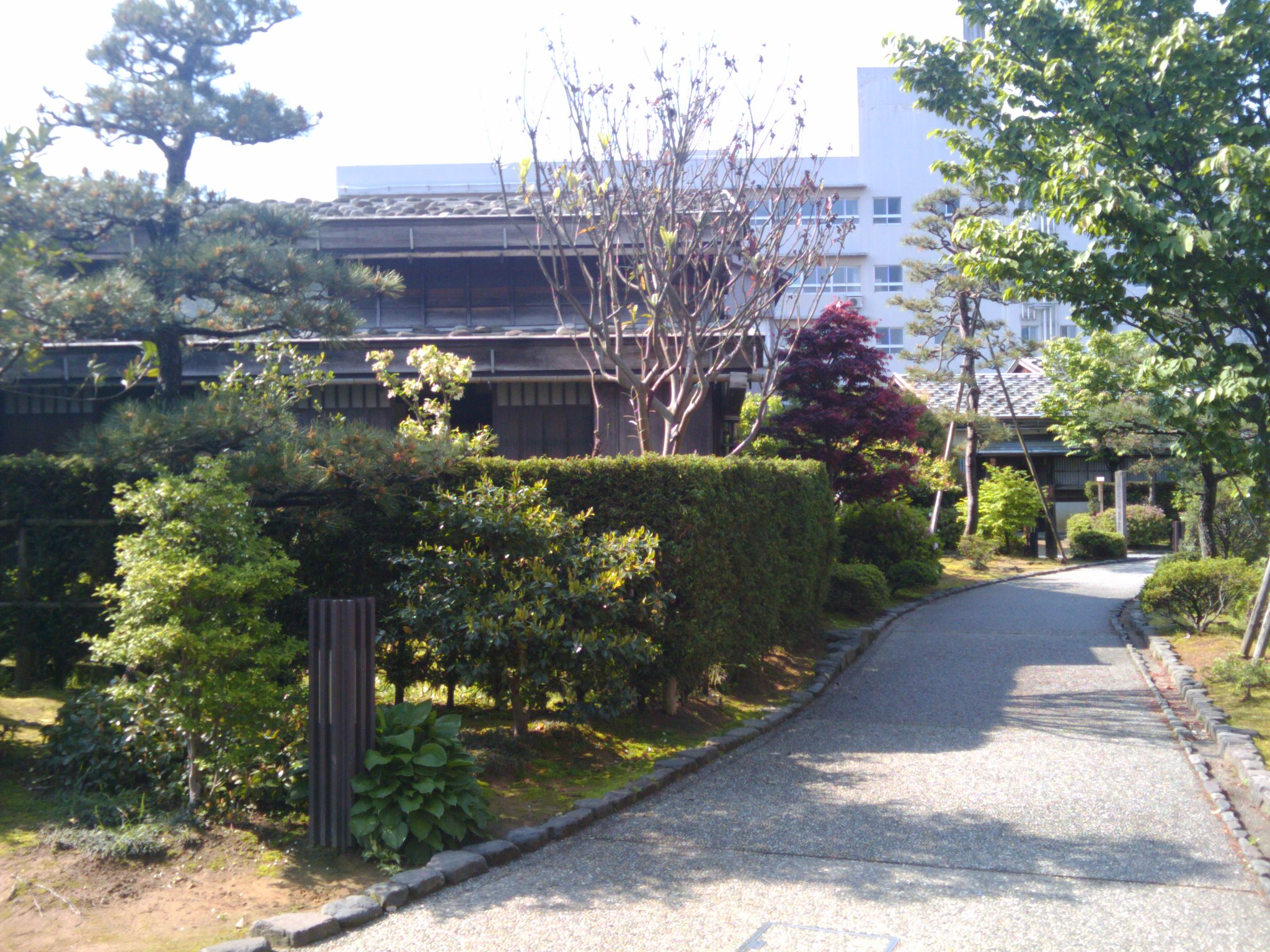
2棟並ぶ足軽屋敷（手前が高西家、奥が清水家）

金沢市足軽資料館（かなざわしあしがるしりょうかん）は、石川県金沢市に所在する加賀藩の足軽の生活を伝える文化施設である。

## 概要
金沢市内にあった江戸時代の下級武士である足軽の屋敷2棟を1997年（平成9年）11月に移築再現し、加賀藩の足軽の生活に関するを資料を展示している。長町武家屋敷跡の一角に位置し、横を大野庄用水が流れる。

## 施設
足軽屋敷は高西家と清水家の2棟が保存展示されている。いずれも木造平屋建て、石置き板葺の平入り切妻造で、玄関から座敷に続く接客空間と、台所や茶の間などの生活空間が並列した間取りになっている。加賀藩の足軽屋敷は一戸建てで、屋敷の周りには生垣を回し、内側に植木が施されていたことから、その様子が再現されている。
高西家の足軽屋敷は、加賀藩の足軽飛脚の屋敷地であった旧早道町（現・金沢市菊川二丁目）に残され、1994年（平成6年）まで住居として使用されていた。清水家の足軽屋敷も、高西家と同じく旧早道町（現・金沢市幸町）に残されていたもので、明治時代以降も代々足軽の子孫が受け継ぎ、1990年（平成2年）まで住み続けられていたものである。

## 周辺施設
- 長町武家屋敷跡
- 尾山神社
- 金沢市文化ホール
- 金沢市立中央小学校
- 金沢市立玉川図書館

## 交通アクセス
- 金沢駅からバスで15分「香林坊」バス停下車徒歩5分
- 金沢ふらっとバス（長町ルート）「聖霊病院聖堂」バス停下車